# Davallia fejeensis
Espèce
Synonymes
- Davallia fejeensis[2]
- Davallia solida var. fejeensis (préféré par NCBI)[2]

Davallia fejeensis est une espèce de fougères ornementales d'intérieur du genre Davallia de la famille des Davalliaceae.

## Répartition
Îles Fidji, Océanie.